# Séptimo
Pour les articles homonymes, voir El Septimo et Leyson Séptimo.
Pour plus de détails, voir Fiche technique et Distribution.
Séptimo est un film argentin réalisé par Patxi Amezcua et sorti en 2013.
Le film n'est pas sorti en salles en France, mais a été diffusé à la télévision sous le titre 7th Floor.

## Synopsis
Buenos Aires, un matin. L'avocat Sebastian, en instance de divorce, passe prendre ses deux enfants chez leur mère Delia, au septième étage d'un immeuble bourgeois, pour les emmener à l'école. Il doit rejoindre ensuite le tribunal où son cabinet défend un de ses plus gros clients, accusé de trafic de viande. Les enfants descendent à pied pendant que Sebastian prend l'ascenseur, un peu capricieux. Quand il arrive en bas, les enfants ne sont toujours pas là et Miguel, le gardien, ne les a pas vus. le père croit d'abord à un jeu, parcourt les escaliers, mais doit se rendre à l'évidence : ses enfants ont disparu. Sous pression pour se rendre au tribunal il s'adresse à tous les voisins, y compris Rosales, un commissaire de police proche de la retraite qui prend la recherche en main et alerte les forces de l'ordre. Sebastian, déstabilisé, accusé par sa femme d'avoir monté le coup pour garder ses enfants, soupçonne tout le monde : ses rivaux, le gardien, une voisine, son beau-frère, Rosales... Il reçoit enfin un appel exigeant une rançon de 100.000 dollars américains, à remettre dans les deux heures au dernier étage d'un parking des docks. Il se rend alors chez son employeur, dont il connaît les arrangements, et le force brutalement à lui remettre la somme.
Sebastian va remettre l'enveloppe, qui est relevée par un jeune à bicyclette. De retour à l'immeuble, les enfants sont rendus : ils étaient au quatrième étage dans une appartement inoccupé, gardés par une femme aux ordres de Rosales. Celui-ci va trouver Delia, la femme de Sebastian, et lui confirme qu'elle pourra désormais obtenir tout ce qu'elle veut de celui-ci. Bouleversé par les retrouvailles, Sebastian propose à Delia de repartir à zéro, mais celle-ci invoque, outre son père malade à Madrid, sa peur pour ses enfants et lui annonce qu'elle part pour l'Espagne le soir même. Désenchanté, Sebastian accepte et signe également les papiers du divorce.
En fin de soirée, alors que son ex-femme et ses enfants sont en route pour l'aéroport, Sébastian revient dans l'appartement du quatrième étage, et découvre par terre l'autre moitié d'emballage d'un médicament que doit prendre sa fille, alors qu'il dispose de la première moitié qu'il devait lui donner. Comprenant qu'il a été complètement joué par sa femme, il se rue à l'aéroport. Peu avant l'embarquement, il est aperçu par ses enfants qui se précipitent vers lui. Il force Délia à partir seule et rentre en ville avec ses enfants.

## Fiche technique
- Titre : Séptimo
- Titre international : 7th Floor
- Réalisation : Patxi Amezcua
- Scénario : Patxi Amezcua et Alejo Flah
- Photographie : Lucio Bonelli
- Montage : Lucas Nolla
- Musique : Roque Baños
- Pays de production : Argentine
- Langue originale : espagnol
- Format : Couleurs — Scope
- Genre : Thriller
- Durée :  88 minutes
- Dates de sortie : 
  - Argentine : 5 septembre 2013

## Distribution
- Ricardo Darín : Sebastian
- Belén Rueda : Delia
- Luis Ziembrowski : Miguel, le concierge
- Osvaldo Santoro : Rosales
- Guillermo Arengo : Rubio
- Jorge D'Elía : Goldstein

## Remake
Renato De Maria a réalisé un remake sorti en 2024, le thriller italien Évanouis dans la nuit (titre original italien : Svaniti nella notte) mettant en vedette Riccardo Scamarcio et Annabelle Wallis,.